# Super Troopers
Super Troopers is een Amerikaanse komische film uit 2001 geschreven door het komisch gezelschap Broken Lizard. De film is geregisseerd door Jay Chandrasekhar, die net als de overige leden van Broken Lizard een hoofdrol vervult.
De film ontving gemengde kritieken. Volgens Rotten Tomatoes is 35 procent van de critici en 89 procent van het publiek positief over de film. De kaartopbrengst was 18.492.362 dollar in Amerika, en 23.182.223 dollar mondiaal.
Een vervolg, Super Troopers 2, is uitgekomen op 20 april 2018.

## Verhaal
De stonerfilm draait om een politiekorps van de staat Vermont waarvan de agenten grappen uithalen met elkaar en met burgers, en met de lokale politie van Spurbury op de vuist gaan.
In 2000 wordt duidelijk dat gouverneur van Vermont de afdeling van de Highway Patrol wil sluiten. De Super Troopers moeten bewijzen dat ze wel degelijk nuttig zijn. Ze proberen daarbij de lokale politie dwars te zitten. Het blijkt dat het korps van Spurbury corrupt is en met de drugssmokkelaars samenwerkt. De medewerkers van de Highway Patrol worden na het arresteren van de lokale politie overgeplaatst naar de politie van Spurbury.

## Rolverdeling
State Troopers
| Acteur            | Personage                          | Omschrijving                                                               |
| ----------------- | ---------------------------------- | -------------------------------------------------------------------------- |
| Brian Cox         | Kapitein John O'Hagan              | Commandant van de Vermont State Troopers.                                  |
| Jay Chandrasekhar | Luitenant Arcot "Thorny" Ramathorn | tweede in de rangorde.                                                     |
| Paul Soter        | Trooper Jeff Foster                | de rustigste van het korps.                                                |
| Steve Lemme       | Trooper MacIntyre "Mac" Womack     | haalt de meeste streken uit.                                               |
| Erik Stolhanske   | Trooper Robert "Rabbit" Roto       | de nieuweling.                                                             |
| Kevin Heffernan   | Trooper Rodney "Rod" Farva         | dik, luidruchtig, irritant en arrogant. Moet voor straf de radio bemannen. |

Spurbury Police
| Acteur            | Personage              | Omschrijving                                   |
| ----------------- | ---------------------- | ---------------------------------------------- |
| Daniel von Bargen | Chief Bruce Grady      | Commandant van het Spurbury Police Department. |
| Marisa Coughlan   | Officier Ursula Hanson | de enige van het korps die niet corrupt is.    |
| James Grace       | Officier Jim Rando     | de rauwdouwer van het korps.                   |
| Michael Weaver    | Officier Sam Smy       | arrogant en chauvinistisch.                    |
| Dan Fey           | Officer Jack Burton    | niet bijster slim.                             |

Overigen
| Acteur                 | Personage                    |
| ---------------------- | ---------------------------- |
| Andre Vippolis         | student                      |
| Joey Kern              | student                      |
| Geoffrey Arend         | student                      |
| Amy de Lucia           | Bobbi                        |
| Philippe Brenninkmeyer | Duitse man                   |
| Maria Tornberg         | Duitse vrouw                 |
| Jimmy Noonan           | Frank Galikanokus            |
| Jim Gaffigan           | Larry Johnson                |
| Blanchard Ryan         | Casino La Fantastique Sally  |
| Charlie Finn           | medewerker van Dimpus Burger |
| John Bedford Lloyd     | Burgemeester Timber          |
| Lynda Carter           | Gouverneur Jessman           |